# Heilonggong Shuiku
Heilonggong Shuiku (kinesiska: 黑龙宫水库) är en reservoar i Kina. Den ligger i provinsen Heilongjiang, i den nordöstra delen av landet, omkring 96 kilometer öster om provinshuvudstaden Harbin. Heilonggong Shuiku ligger 288 meter över havet. Arean är 1,8 kvadratkilometer. I omgivningarna runt Heilonggong Shuiku växer i huvudsak lövfällande lövskog. Den sträcker sig 2,2 kilometer i nord-sydlig riktning, och 1,7 kilometer i öst-västlig riktning.
Genomsnittlig årsnederbörd är 853 millimeter. Den regnigaste månaden är juli, med i genomsnitt 197 mm nederbörd, och den torraste är januari, med 7 mm nederbörd.